# Reid Anderson (Tänzer)
Reid Anderson (* 1. April 1949 in New Westminster, British Columbia, Kanada) ist ein kanadischer Tänzer und Ballettdirektor. Von 1996 bis 2018 war er Intendant des Stuttgarter Balletts, dem er von 1969 bis 1985 als Tänzer angehörte.

## Tänzerkarriere
Anderson begann seine Tanzausbildung an der Dolores Kirkwood Academy in Burnaby, British Columbia. Im Alter von 17 Jahren erhielt er ein Stipendium für ein Studium an der Royal Ballet School in London, England. Ein Jahr später engagierte ihn John Cranko an das Stuttgarter Ballett, dem er 17 Jahre lang, von 1969 bis 1985, als Tänzer angehörte. 1974, nach dem Tod von John Cranko, wurde er von dessen Nachfolgern zum Solisten und 1978 zu einem Ersten Solisten ernannt.
Dem Profil der Compagnie entsprechend tanzte Anderson sowohl in klassischen als auch in zeitgenössischen Stücken. Er arbeitete mit einigen der führenden Choreographen des 20. Jahrhunderts zusammen, darunter mit John Cranko, Sir Kenneth MacMillan, Glen Tetley, John Neumeier, Jiří Kylián und William Forsythe. Zu seinen berühmten Partnerinnen zählen die Ballerinen Marcia Haydée, Karen Kain und Natalja Makarova.

## Leitung des Ballet British Columbia und des National Ballet of Canada
1984 inszenierte und produzierte Anderson Onegin für das National Ballet of Canada. Die Inszenierung wurde 1986 im Fernsehen ausgestrahlt und war für einen Emmy Award nominiert.
Von August 1987 bis Juni 1989 war Reid Anderson Ballettdirektor des Ballet British Columbia in Vancouver und wurde im Juli 1989 zum Ballettdirektor des National Ballet of Canada in Toronto ernannt, das er bis 1996 leitete.

## Intendant des Stuttgarter Balletts
1996 kehrte Reid Anderson als Künstlerischer Direktor und Nachfolger von Marcia Haydée zum Stuttgarter Ballett zurück und wurde am Ende dieser Spielzeit zum Ballettintendanten ernannt. Reid Anderson praktiziert erfolgreich eine Repertoiregestaltung, in der neben der Pflege des Cranko-Erbes und der hohen Schule des klassischen Balletts die Entdeckung und Förderung junger Talente breiten Raum einnimmt und die Werke etablierter zeitgenössischer Choreographen einen weiteren Schwerpunkt bilden.
Seit Beginn seiner Intendanz brachte das Stuttgarter Ballett mehr als 60 Werke von Choreographen der jüngeren Generation zur Uraufführung. Zu den von Anderson geförderten Choreographen gehören u. a. Christian Spuck und Marco Goecke.
Neben der Uraufführung neu geschaffener Werke und der Stärkung des Repertoires im Bereich der modernen Klassik und der zeitgenössischen Choreographie pflegt Anderson das Werk John Crankos als Schwerpunkt im Spielplan des Stuttgarter Balletts. Darüber hinaus studiert er die Ballette John Crankos an den großen Bühnen weltweit ein, z. B. mit dem Australian Ballet in Melbourne, Staatsballett in Berlin, Hamburg Ballett, La Scala Opera Ballet in Mailand, Teatro Colón in Buenos Aires, Boston Ballet, Ballett der Oper Rom, Norwegischen Nationalballett, Londoner Royal Ballet, Ballett der Wiener Staatsoper und dem Chinesischen Nationalballett, Peking.

## Auszeichnungen
Im Februar 2006 erhielt Reid Anderson den Deutschen Tanzpreis für seine Verdienste um den künstlerischen Tanz in Deutschland. Im selben Monat kürten ihn die Leser der Fachzeitschrift Dance Europe zum Director of the Year. Im April 2009 verlieh Ministerpräsident Günther Oettinger Reid Anderson die Verdienstmedaille des Landes Baden-Württemberg.